# كوروفسكوي
كوروفسكوي (بالروسية: Куровское) هي إحدى مدن روسيا في الكيان الفدرالي الروسي موسكو أوبلاست في أوريخوفو-زويفو رايون. يبلغ عدد السكان حوالي 18000 نسمة.